# ناريندرا جها
ناريندرا جها هو ممثل هندي، ولد في 2 سبتمبر 1962 في الهند، وتوفي بنفس المكان في 14 مارس 2018 بسبب نوبة قلبية.

## أعمال

### أفلام
- (2014) حيدر[5]
- (2017) كابيل

## وصلات خارجية
- ناريندرا جها على موقع IMDb (الإنجليزية)